# Hockey Club de Reims
Le Hockey Club de Reims, couramment appelé Flammes Bleues de Reims est un club de hockey sur glace de la métropole rémoise disparu en 2002 et double champion de France. Le club fut fondé en 1969 et faisait partie de la génération des clubs créés à la suite des Jeux olympiques de Grenoble. En 1983, après avoir toujours végété au plus bas niveau, sans véritable projet sportif et formateur, Charles Marcelle prend en main les rênes du club dans lequel évolue son fils.

## L'historique des années Flammes Bleues[3],[4]
Le président et dirigeant historique du club, Charles Marcelle, permettra au Hockey Club de Reims de bénéficier de l'expérience d'entraîneurs internationaux tels que Vladimir Kovine (Russie), Mikael Lundström (Suède), Bohuslav Ebermann (République tchèque) et Jari Gronstand (Finlande) pour atteindre les sommets hexagonaux tout en développant la formation. L'équipe mélange traditionnellement internationaux français, bons renforts étrangers majoritairement issus des pays d'origine des entraineurs et jeunes formés au club. Si le président Marcelle a toujours confié l'équipe fanion au plus haut niveau à des entraineurs étrangers, sa politique concernant les joueurs était tout autre. Il s'est toujours refusé de garnir son effectif de franco-canadiens comme la plupart des clubs à la fin des années 1980 - début 90, préférant un groupe majoritairement composé de joueurs français encadrés par quelques renforts étrangers de choix. Au fil des années sa gestion de l'effectif évoluera et il s'adaptera aux règlements, mais il ne détournera jamais les quotas avec les "franco", et s'il ne réalisera jamais son rêve de remporter le titre avec une équipe 100 % française il s'en approchera fortement en 2002, avec en plus une majorité de joueurs formés au club.
Le président Marcelle s'impose rapidement comme une figure dans le monde du hockey français, son efficacité à faire du club l'un des meilleurs de France n'aura d'égal que sa « grande gueule » et ses qualités humaines. Il est naturellement indissociable des « années Flammes Bleues », nom qu'il donnera rapidement au Hockey Club de Reims après son arrivée et qui restera cher dans le cœur des supporters, et son ombre planera toujours à la patinoire de la chaussée Bocquaine, accoté du banc de l'équipe hôte, derrière la porte menant de la glace aux vestiaires, où il se tenait à chaque match près de ses gamins, comme il les appelait affectueusement.
Le club passera sous sa présidence d'environ 80 à 270 licenciés.

### L'accession en Nationale 1 (1983 - 1989)
Le Hockey Club de Reims débute en championnat de Nationale 1A (aujourd'hui Ligue Magnus) en 1989. Le HCR, emmené par le champion olympique russe Vladimir Kovine, termine alors second de N1B, battu à domicile par Viry lors de la dernière journée et doublé par Caen alors que la première place synonyme d'accession semblait acquise. Mais le hockey français entre alors dans une longue période d'instabilité et le club est repêché à la suite de la défection de Gap en N1A.
L'ascension a été rapide puisque seulement 6 ans plus tôt le club, qui n'avait jamais approché le haut niveau, était engagé en Nationale 3, le 4e échelon national. Après une première montée en Nationale 2 en 1986, puis une seconde en Nationale 1B 2 ans plus tard, une seule saison à ce niveau sera nécessaire pour que le club intègre l'élite du hockey hexagonal.

### L'apprentissage du haut niveau (1989 - 1994)
L'équipe mise en place par Vladimir Kovine se structure autour de joueurs confirmés comme les internationaux Pierre Schmitt et Laurent Lecomte, les expérimentés Luc Baud, Olivier Bordas, Michel Tavernier, Serge Djelloul, Bruno Margerit et Kazimierz Jurek et les jeunes David Ribanelli, Bruno Maynard puis Arnaud Briand, futur capitaine de l'équipe de France. Arrivent aussi le défenseur Russe Sergueï Gorbouchine, qui deviendra avec Kovine le second joueur emblématique de cette période, et se succèdent les buteurs Serguei Toukmatchev, Roman Steblecki et André Svitac.
Pour sa 1re saison au plus haut niveau Reims termine 7e sur les 10 clubs engagés, avec au passage quelques belles performances face à des ténors de la N1A et surtout une victoire à domicile 5-1 face au champion sortant et leader Rouen, pour finalement décrocher la 6e place à l'issue des matchs de classement. 6e puis 5e la saison suivante, se qualifiant pour la première fois de son histoire pour les play-offs, éliminé par Bordeaux en 1/4 de finale sur le score de 3 manches à 0. Bien que l'équipe de France s'apprête à signer le meilleur résultat de son histoire, le hockey français va mal, et il ne reste que 5 clubs au départ de la Nationale 1 pour la saison 91/92, l'année des Jeux olympiques d'Albertville. Le championnat à 8 est sauvé grâce à 3 clubs repêchés contraints et forcés, et Reims termine 5e à l'issue du double aller-retour.
Dans ce contexte difficile où un grand nombre de clubs dont les meilleurs des années 1980 ont été rayés du paysage du hockey français, Reims est touché une première fois par les problèmes financiers. La municipalité, qui vient de vivre les mises en liquidation du Stade de Reims et du Reims Champagne Basket, veut sauver le dernier sport de haut niveau de sa ville, qui est aussi le moins endetté, et s'engage à largement subventionner le club. Un plan de redressement est accepté par le tribunal de grande instance de Reims le 4 août 1992, avec un remboursement sur 11 ans de la dette qui s'élève environ à 5 millions de francs.
En 92/93 2 poules géographiques de 8 clubs sont créées. Le président Marcelle doit faire de sérieuses économies et intègre de nombreux juniors à l'effectif dont Anthony Mortas alors que dans le même temps est inauguré la patinoire d'entraînement Jacques Barot. Second de la poule Nord, Reims « arrache » la 3e place du carré final aux Gothiques d'Amiens au Goal-average, Christophe Renard, auteur d'une saison qui l'amènera au championnat du monde, détournant un pénalty décisif d'Antoine Richer dans les ultimes secondes du dernier match de la saison. Mais Svitac, meilleur marqueur du club, se blesse et la qualification en finale est manquée face aux Huskies de Chamonix, malgré une victoire en mort subite lors de la 4e manche, au terme d'un 5e match retourné par "Cham" dans les 10 dernières minutes, l'expérience de Christophe Ville et d'une équipe qui compte dans son effectif de nombreux internationaux faisant la différence. La saison suivante marque coup d'arrêt dans la progression. 4 poules de 4, et le "tour de chauffe" se transforme rapidement en cauchemar. Reims explose lors d'un second tiers temps catastrophique à Grenoble puis manque de réussite lors du match décisif à Brest. À 1 partout dans le second tiers Christophe Renard se blesse, reste à terre, et Brest marque le 2e but. Puis un 3e sur le 1er lancer que le junior Sébastien Ruffier, remplaçant de Renard, doit essuyer. En fin de match le HCR pousse mais Edouard Dmitriev, le jeune renfort russe, manque 2 énormes occasions. Victime de cette formule aberrante où tout s'est joué sur 6 matchs, mais aussi de son manque de préparation, de son excès de confiance et de ses erreurs de recrutement, Reims va jouer en N1B et Dmitriev, présenté à son arrivée comme un grand espoir du hockey russe, rentre chez lui. L'équipe du président Marcelle, qui a remplacé Kovine qui dirigeait l'équipe depuis son accession en élite, se promène lors de la seconde phase avec un total de 13 victoires et un nul, dont une victoire 16-4 lors de la dernière journée face au second Anglet.

### La montée en puissance (1994 - 1998)
Charles Marcelle remanie fortement l'effectif et seuls les jeunes les plus prometteurs et une poignée de cadres dont le nouveau capitaine Arnaud Briand restent au club. Le suédois Mikael Lundström prend les rênes de l'équipe, et Reims verra passer des pointures étrangères comme les gardiens Åke Lilljebjörn, gardien de haut niveau Suédois et ancien international sélectionné à la Coupe Canada 1987 et Olof Modig, les défenseurs Mojmir Bozik, Miroslav Marcinko, Lars Modig, Calle Carlsson et Jari Gronstrand, qui a joué 5 saisons en NHL et la majeure partie de sa carrière à Tampere, et les attaquants Jens Hellgren, Dino Grossi, Charles Poulin et Patrice Tremblay. Arrivent aussi les jeunes espoirs internationaux Maurice Rozenthal, François Rozenthal, Jean-Christophe Filippin et Jonathan Zwikel. Le club est maintenant l'un des plus stable et attractif de France.
Lors de la saison 94/95 le HCR ne trouve pas la régularité et termine 5e malgré un effectif pléthorique, mais élimine en 1/4 de finale les Brûleurs de loups de Grenoble emmenés par la « ligne BBC » (Bozon-Bekboulatov-Catenacci), sur le score de 3-0 avant de sombrer face à la puissance de Rouen en 1/2 pour terminer finalement 4e. La saison suivante, avec une 1re ligne Grossi-Briand-Poulin puissante et efficace, une 3e ligne Rozenthal-Zwikel-Rozenthal rapide et dynamique, une défense sérieuse et un Lilljebjörn qui s'impose comme le meilleur gardien qu'aura connu le club, Reims gagne en régularité et termine 3e. Le 1/4 est de nouveau remporté 3-0 face à Grenoble, et les rémois offrent une opposition sérieuse à Rouen en 1/2 finale malgré la défaite 3-0. La 3e place se joue face à Amiens et c'est 2 clubs très motivés qui s'affrontent, Reims à l'idée de terminer pour la première fois sur le podium et Amiens, tout nouveau pensionnaire du Coliseum qui veut y décrocher très rapidement une 1re distinction. Pour cela ils ont signé un pigiste de luxe venu de NHL, Ievgueni Davydov, qui dès son arrivée en France affole les compteurs. Reims perd 6-1 le premier match à Amiens, mais va retourner la situation à domicile. À 2-1 et de retour au Coliseum les Rémois l'emportent en mort subite, et se voient remettre leur médaille sous la bronca d'un public hostile.
À la fin de l'été 1996 Reims est un sérieux prétendant au titre mais les frères Rozenthal, qui veulent obtenir une forte hausse salariale, quittent le club peu avant le coup d'envoi de la saison. Ce qui n'empêche pas de virer en tête de la première phase avec 20 victoires (dont 17 consécutives) pour seulement 2 défaites. Mais Gronstrand est blessé par une charge d'Antoine Richer lors d'un match à Amiens (les rencontres seront systématiquement tendues entre ces 2 joueurs les saisons suivantes), la première ligne Tremblay-Briand-Poulin, soutenue jusque-là par un Carlsson très offensif et par un Gronstrand qui assurait les arrières perd en efficacité et en équilibre, et la défense est désorganisée. Finalement 3e à l'issue de la 2d phase, Reims écarte Angers 3-0 en 1/4. Lors du 3e match en 1/2 Amiens prend l'avantage 2-1 en égalisant à moins de 2 minutes de la fin, Laurent Lecomte donnant la victoire aux Gothiques aux tirs au but. Le ressort, déjà bien usé, casse. De retour au Coliseum les Flammes Bleues prennent une claque 6-1 qui clôt la série. Déçus, les Rémois laissent filer la 3e place face à Grenoble, et cette saison se termine par une grosse désillusion. Boja Ebermann, qui a conduit Grenoble au titre de Champion de France 1991, prend alors les commandes du groupe, et c'est une colonie tchèque qui débarque à Reims pour la saison 97/98. Colonie tchèque qui laisse entrevoir une grosse efficacité avant de rapidement décevoir. Reims termine 5e, le jeu produit est insipide, et alors que le 1/4 de finale (au meilleur des 7 manches, une première) face aux Dragons s'annonce serré, les Flammes Bleues se font sortir sur le score net de 4-0.

### Les sommets (1998 - 2002)

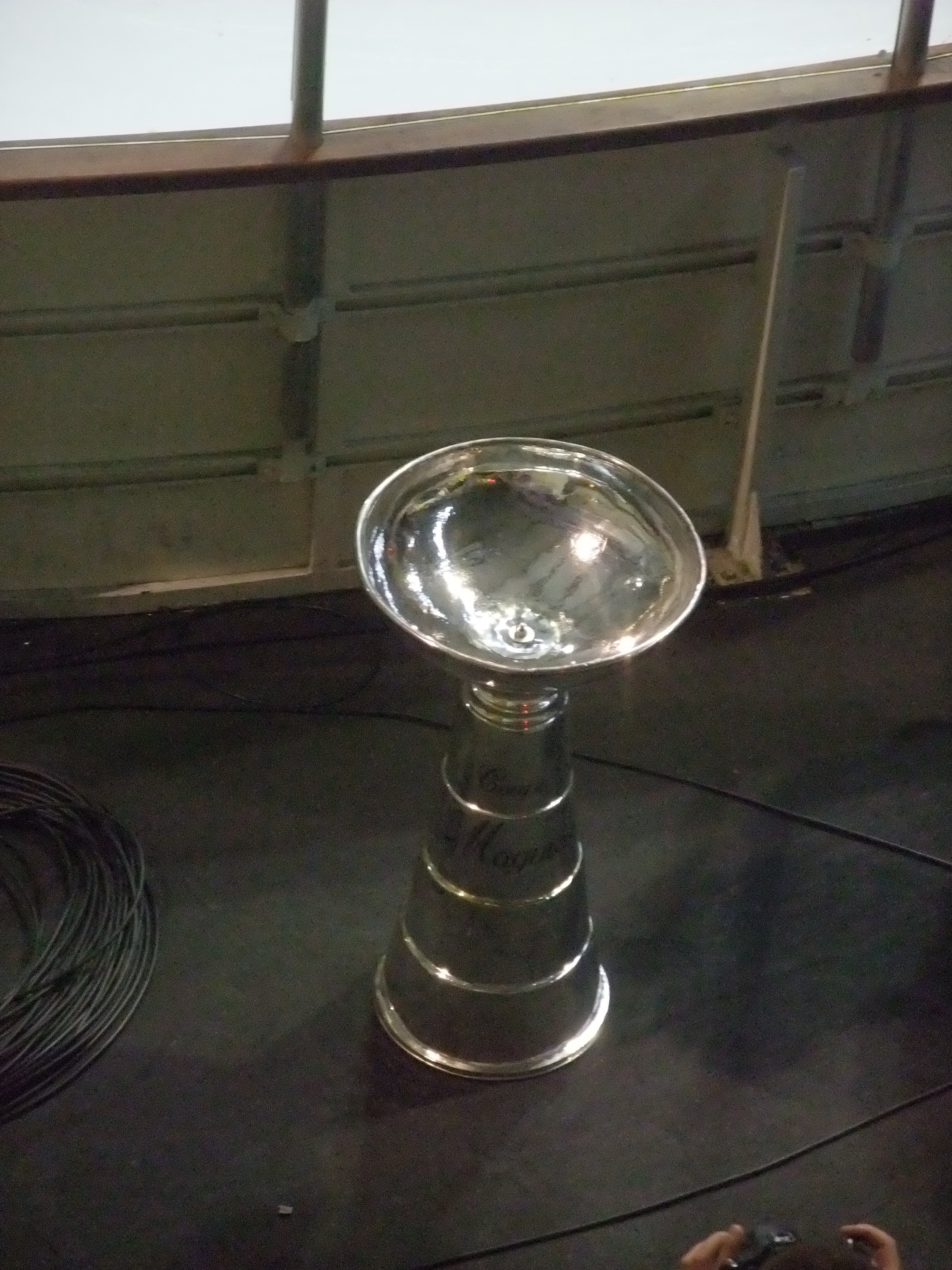
Reims double champion de France en 2000 et 2002

Jari Gronstrand prend alors les commandes de l'équipe. La patinoire a besoin de sérieux travaux de mise en conformité qui obligent à jouer durant 2 saisons dans des conditions précaires, tour à tour à Épinal, à Barot sans public ou à Bocquaine avec une limitation à 500 spectateurs. Reims enregistre les venues de l'international expérimenté Gérald Guennelon et verra défiler sur ces 2 saisons une impressionnante colonie finlandaise possédant de solides références : Mika Pietila, Antti Boman, Jari Haapamäki, Miikka Ruokonen, Pekka Laksola qui compte 3 mondiaux avec la sélection, Ari Haanpää qui a joué 4 ans aux Islanders de New York. Daniel Laflamme, Michal Segla, Daniel Paradis, Claude Savoie et le revenant Dino Grossi sont autant d'étrangers qui porteront aussi le maillot de Reims durant cette période.
La défense est intraitable, Pietila s'impose comme le meilleur gardien du championnat, et les conditions difficiles n'empêchent pas de terminer en tête d'une saison régulière 98/99 dominée de bout en bout. Élimination de Rouen 4-1, puis de Lyon 3-0 et première finale de l'histoire du club face à des Gothiques montés en puissance au fil de la saison, qui ont l'expérience qui manque au HCR, diminué par les absences de deux de ses trois centres internationaux, Zwikel et Mortas, et du défenseur Christophe Marcelle. Défaite 3-0 lors du 3e match au Coliseum, 3-0 sur le match et 3 manches à zéro finalement après les deux victoires amiénoises à Bocquaine. Les Flammes Bleues enchaînent mal la saison suivante mais le jeu se met en place, et le troisième trio Savoie-Zwikel-Paradis devient très prolifique. Finalement 1er de la saison régulière, monté en puissance, c'est au tour de Reims de partir favori des play-offs. En 1/4, qualification 3-0 face à Chamonix. En 1/2 face à Amiens Reims remporte une 1re victoire trop facile 8-0 et se fait surprendre lors du second match 4-3 en mort subite. Après une victoire 4-2 au Coliseum, les Flammes Bleues mènent 3-2 le lendemain mais Amiens revient dans les dernières secondes et l'emporte aux tirs au but. C'est dans une patinoire pleine à craquer (comme l'an passé Charles Marcelle est passé outre la limitation du public pour les play-offs) que Reims, qui s'est fait la réputation d'avoir le mental fragile après les déconvenues des fins de saisons précédentes, se qualifie sur le score de 6-2, emmené par un Arnaud Briand de gala auteur de 4 buts. Reims qui va faire jouer son expérience en finale en simple aller retour, victoire à l'aller 3-1 à Caen, et maîtrise du match retour à domicile (défaite 1-0 pour le 7e match joué par les 2 équipes en 13 jours). Le spectacle et la manière en demie, l'efficacité et la sobriété en finale, Reims soulève enfin la coupe Magnus qui récompense le champion de France 2000.
Laksola raccroche les patins et succède à Gronstrand pour diriger l'équipe, avec pour mission de conserver le titre avec un effectif francisé et rajeuni. Markus Hätinen gardera le filet, les attaquants canadiens François Archambault et Jean-François Brunelle débarquent ainsi que l'international français Richard Aimonetto, le meilleur espoir de la saison précédente Yven Sadoun et Vincent Bachet. Laksola donne du temps de jeu aux jeunes et Reims termine 2e mais perd son meilleur marqueur Brunelle à l'approche des play-offs. Le 1/4 de finale est passé sans encombre 3-0 face à Caen quand se présente le surprenant Anglet, qui saborde le premier match à la suite d'une décision jugée injuste de la fédération. Reims, qui double la mise le lendemain après un match serré remporté aux tirs au but, s'avance tranquillement vers la finale, mais les basques retournent la situation (2-2, victoire aux tirs au but et 6-5). À la blessure de Brunelle se sont ajoutées celles de Segla, Zwikel, Ribanelli et Marcelle, forfaits ou sérieusement diminués pour la 5e manche. Les jeunes Rémois craquent et s'inclinent finalement 3-2, avant de perdre la 3e place face à Grenoble. Pour la saison 2001-2002 seul le champion de Finlande Miikka Rousu arrive du TPS Turku avec ses stats impressionnantes et ses adducteurs fragiles, et il ne reste que 3 étrangers pour 17 joueurs français dont 10 formés au club. L'élite ne compte plus que 7 clubs, ce qui aboutit à la mise en place d'un championnat se jouant au classement sur la saison régulière, un triple aller-retour après division des points avant la 3e phase, sprint final ou les résultats compteront double. Les rémois ne sont pas favoris mais trouvent là une formule adaptée à leur régularité. Après un début de saison rendu compliqué par les blessures d'Aimonetto et d'Hätinen, Reims, avec un collectif très performant, réalise une série de 11 victoires et un nul et prend de l'avance. Mais après quelques contre-performances et la division des points l'écart se resserre. Les Rémois alignent alors 8 victoires, et écartent tour à tour à domicile Amiens, Grenoble et le second Rouen, au terme d'une victoire 6-3 maîtrisée, pour finalement être sacrés pour la seconde fois à Bocquaine lors de l'avant dernière journée face à Angers (victoire 4-3). Les Flammes Bleues et le public fêtent ce second titre et les retraites annoncées de Gérald Guennelon et de Christophe Marcelle, alors que la coupe Magnus est remise au Coliseum d'Amiens lors de la dernière journée.
« Être champion avec des joueurs français en grande partie formés au club et encadrés par 2 ou 3 bons étrangers », Charles Marcelle vient de réaliser son rêve.

### La liquidation (2002)
Zwickel signe en Suède, Pousset à Rouen, et alors que se forment les effectifs aucune info ne sort du côté du HCR, tant par voie de presse que sur le site internet. Les rumeurs commencent à se propager, les supporters à s'impatienter, et fin juin les problèmes financiers du club sortent au grand jour. Le montant exact de la dette n'est pas révélé, mais la situation semble très préoccupante. David Ribanelli, qui a connu l'intégralité des années Flammes Bleues au plus haut niveau, obtient l'aval des joueurs pour une diminution de salaire de 20 %. Avec l'intégration de jeunes, sans recrues, et avec la nouvelle formule de championnat élargie (super 16) qui se met en place, Reims pourrait ainsi conserver une équipe compétitive en diminuant fortement les charges. Mais le TGI de Reims prononce la liquidation judiciaire le 2 juillet 2002. Dans la presse Charles Marcelle évoque une trahison de la municipalité et de son désintérêt du hockey à la suite de la remontée du Stade de Reims en seconde division. Il évoque aussi « l'affaire Ruokonen - Gronstrand », les deux anciens joueurs du HCR qui ont profité du manque de rigueur dans la rédaction de leurs contrats de travail pour attaquer le club aux prud'hommes et remporter à eux deux la somme de 120 000 euros. La municipalité, quant à elle, parle d'un contrat d'objectifs signé avec le club lors de la mise en place de la nouvelle convention en 2001, et non respecté par ce dernier, sans plus. Le Hockey Club de Reims vient de mourir.
En octobre 2003 tombe un rapport de la cour des comptes assez accablant envers le président Marcelle et envers la municipalité de Reims, examen complet de la situation au moment de la liquidation. À la lecture de ce rapport, on comprend mieux pourquoi chacun a été aussi peu loquace à la suite de la liquidation du club.
Si le club s'est acquitté des quatre premières annuités du remboursement de sa dette regroupée dans le cadre du plan de financement accordé en 1992, il ne paye plus depuis 1997, obtenant 2 sursis consécutifs de 2 ans (jusqu'en 1999 puis jusqu'en 2001), en justifiant ce non-paiement par les soucis de conformité de la patinoire qui ont réduit au fil des années la capacité normale de Bocquaine, et qui ont obligé le club, pendant 2 saisons, à jouer dans des conditions précaires. En fait la perte liée à ces conditions a été calculée par le club dans le cas d'une situation très favorable (patinoire remplie à chaque match, sponsoring basé sur un niveau jamais atteint) et était compensée par des subventions exceptionnelles de la mairie. Le rapport met en évidence qu'à partir de cette même année 1997 le club, devenu très ambitieux et recrutant des étrangers aux cartes de visite de plus en plus impressionnantes, vivait au-dessus de ses moyens, et creusait une seconde dette accoté des 3 millions de francs qu'il devait encore rembourser. Le rapport pointe aussi le doigt sur la direction de plus en plus « unilatérale » du président Marcelle, qui réunit au fil des années de moins en moins souvent le conseil d'administration (la fréquence des réunions tombant de 11 en 1998 à 3 en 2001, réunions durant lesquelles ne sont plus présentés de comptes d'exploitation prévisionnels). Outre la forte hausse des coûts salariaux, l'audit constate également une forte augmentation des « avantages en nature » (logements, remboursements de frais pas toujours justifiables, prise en charge de factures diverses), afin de détourner certaines charges ainsi que le règlement du championnat, pour les dernières saisons, limitant le montant de la masse salariale. Enfin il met en évidence certains actes de gestion illégaux dans le but de réaliser des économies.
Du côté de la municipalité, on a versé au club des subventions très importantes sans aucun contrôle. Au total, c'est entre 800 000 et 1 000 000 d'euros environ alloués chaque saison entre 1998 et 2002, prélevés sur les deniers publics, et donnés à une association loi de 1901. La première dette, l'arrêt du remboursement de celle-ci, le fait que toutes les banques sauf une refusent très rapidement de suivre le HCR, tout cela n'inquiète pas la mairie, qui veut garder son unique club sportif de haut niveau, qu'il finance chaque année à hauteur de 60 % de son budget. Il faudra attendre 2001, et le fait que le club ne puisse pas reprendre le remboursement de sa dette, pour que la municipalité fasse valoir son droit de regard et fasse procéder à un audit de la situation comptable du HCR, ce qui coïncide avec le retour du Stade de Reims à un niveau professionnel de football. Si les Flammes Bleues n'ont jamais évolué, comme leurs principaux concurrents, dans une patinoire digne de leur niveau, durant toutes ces années, Reims était, de loin, le club le plus subventionné de France.
Au moment de la liquidation, le montant total de la dette du club s'élève à 1 404 371,78 euros (environ 9 200 000 francs).

## Les résultats

### Le palmarès
Le détail des titres gagnés est présenté dans le tableau ci-dessous :
| Saison | Finaliste                                                                                | Résultat                                                                                 | Commentaire                                                                              |
| ------ | ---------------------------------------------------------------------------------------- | ---------------------------------------------------------------------------------------- | ---------------------------------------------------------------------------------------- |
| 2000   | Léopards de Caen                                                                         | Victoire à Caen 1-3 Défaite à Reims 0-1                                                  | Finale en match aller-retour                                                             |
| 2002   | Formule championnat, Reims finit premier avec 3 points d'avance sur les Dragons de Rouen | Formule championnat, Reims finit premier avec 3 points d'avance sur les Dragons de Rouen | Formule championnat, Reims finit premier avec 3 points d'avance sur les Dragons de Rouen |

- Championnat de France :
  - Champion (2) : 2000 et 2002
  - Vice-champion (1) : 1999
  - Troisième (1) : 1996

### Le championnat saison après saison[10]
| Saison    | Division           | Phases                                                          | Résultats                          | Classement final              |
| --------- | ------------------ | --------------------------------------------------------------- | ---------------------------------- | ----------------------------- |
| 1968-1969 | 2e série[B]        |                                                                 |                                    | 23e                           |
| 1969-1970 | 2e série           |                                                                 |                                    | 18e                           |
| 1970-1971 | 2e série           | Poule Île-de-France                                             | 4/6                                | 23e                           |
| 1971-1972 | 2e série           |                                                                 |                                    | 29e                           |
| 1972-1973 | 2e série           | Paris Nord - B                                                  | 4/5                                | 25e                           |
| 1973-1974 |                    |                                                                 |                                    | 25e                           |
| 1974-1975 |                    |                                                                 |                                    | 12e                           |
| 1975-1976 |                    |                                                                 |                                    | 14e                           |
| 1976-1977 |                    |                                                                 |                                    | 14e                           |
| 1977-1978 | Nationale B[C]     | Saison régulière                                                | 3e/10                              | 13e                           |
| 1978-1979 | Nationale B        | Saison régulière                                                | 5e/10                              | 15e                           |
| 1979-1980 | Nationale B        | Poule Nord Poule de maintien                                    | 7e/8 2e/6                          | 22e                           |
| 1980-1981 | Nationale B        | Poule Nord Poule de maintien B                                  | 6e/8 4e/4                          | 25e · Repéché en nationale B  |
| 1981-1982 | Nationale B        | Poule Nord Critérium                                            | 5/8 6/6                            | 20e                           |
| 1982-1983 | Nationale B        | Poule Nord Poule de maintien                                    | 8e/8 6e/6                          | 28e Rétrogradé en nationale C |
| 1983-1984 | Nationale C[D]     |                                                                 |                                    | ?                             |
| 1984-1985 |                    |                                                                 |                                    | ?                             |
| 1985-1986 | Nationale 3[D]     | Poule Nord Phase finale - Nord                                  | 2e/4                               | 32e                           |
| 1986-1987 | Nationale 2[C]     | Poule Nord Poule finale - Nord                                  | 3e/8 3e/4                          | 25e                           |
| 1987-1988 | Nationale 2        | Poule Nord Poule finale                                         | 1er/7 3e/8                         | 23e · Repêché en nationale 1B |
| 1988-1989 | Nationale 1B[B]    | Première phase Phase finale                                     | 1er/10 2e/6                        | 12e · Promu en nationale 1A   |
| 1989-1990 | Nationale 1A[A]    | Saison régulière                                                | 7e/10                              | 6e (matchs de classement)     |
| 1990-1991 | Ligue Nationale[A] | Saison régulière quart de finale                                | 5e/8 Bordeaux                      | 5e                            |
| 1991-1992 | Ligue Nationale    | Première phase phase finale                                     | 5/8 5/6                            | 5e                            |
| 1992-1993 | Nationale 1[A]     | Poule Nord Nationale 1A Demi-finale match 3e place              | 2/8 3/4 Chamonix Amiens            | 4e                            |
| 1993-1994 | Nationale 1        | Poule D Nationale 1B Poule 9e place                             | 3e/4 1er/8 1er/4                   | 9e                            |
| 1994-1995 | Nationale 1A       | Saison régulière quart de finale demi-finale 3e place           | 5e/8 Grenoble Rouen Chamonix       | 4e                            |
| 1995-1996 | Elite[A]           | Saison régulière quart de finale demi-finale 3e place           | 4e/8 Grenoble Rouen Amiens         | 3e                            |
| 1996-1997 | Elite              | Première phase Poule Elite quart de finale demi-finale 3e place | 1er/12 3e/6 Angers Amiens Grenoble | 4e                            |
| 1997-1998 | Elite              | Saison régulière quart de finale                                | 5e/10 Rouen                        | 5e                            |
| 1998-1999 | Élite              | Saison régulière quart de finale demi-finale Finale             | 1er/10 Rouen Lyon Amiens           | 2e                            |
| 1999-2000 | Élite              | Saison régulière quart de finale demi-finale Finale             | 1er/9 Chamonix Amiens Caen         | 1er Champion de France        |
| 2000-2001 | Élite              | Saison régulière quart de finale demi-finale 3e place           | 2e/8 Caen Anglet Grenoble          | 4e                            |
| 2001-2002 | Élite              |                                                                 | 1er/7                              | 1er Champion de France        |

### Les autres compétitions[3]
Coupe de France :
La Coupe de France est une compétition qui s'est déroulée par intermittence et selon différentes formules, la fédération ne parvenant pas, avant les années 2000, à l'imposer comme une compétition digne d'intérêt pour les clubs. Elle s'est, ces dernières années, imposée comme un rendez-vous majeur dans le hockey hexagonal, avec une finale qui a lieu tous les ans à Bercy.
Dans les années 1970/80, la coupe connaitra quelques éditions, réservée tantôt aux clubs des divisions inférieures, tantôt à l'ensemble des clubs français. Reims n'y obtiendra aucun résultat significatif.
La Coupe de France renaît en 1993 et permet de boucher les trous du calendrier imposés par les rencontres internationales et les Jeux olympiques de Lillehammer. Reims va profiter de cette compétition pour tenter de «sauver sa saison» après un championnat raté et atteindra la 1/2 finale, battu à domicile 3-0 par Chamonix après avoir éliminé une équipe "bis" des Gothiques d'Amiens.
1993-94 : 1/2 finale
De nouveau disputée, et pour une saison seulement, la coupe connait un certain succès au sein des clubs. Reims l'emporte à Dunkerque puis élimine Angers à domicile, avant de butter à Caen (futur vainqueur) en 1/2 finale sur le score de 2-0.
1999-2000 : 1/2 finale
Coupe continentale :
Reims est qualifié pour la première édition de la Continental Cup et débute en poule de second tour chez les danois de Herning. Une défaite 4-3 d'entrée de tournoi face aux norvégiens de Vålerenga Oslo condamne d'entrée les Flammes Bleues qui terminent bien la poule mais sont éliminées.
1997-98 : 2e de sa poule de second tour
Les Flammes Bleues passent le second tour en battant le Steaua Bucarest, les Allemands d'Essen et les Milanais chez eux, et vont en Suisse disputer la poule 1/2 finale. À la surprise générale, Reims l'emporte lors du premier match face au tenant (et futur vainqueur) Ambri Piotta 4-3 et va continuer sur sa lancée en arrachant un étonnant nul face aux autrichiens de Feldkirch (4-4). Mais les rémois cèdent lors du dernier tiers face aux slovènes de Ljubljana (3-4) alors qu'un nul suffisait, et se font donc éliminer avec les honneurs de cette compétition.
1999-2000 : 3e de sa poule demi-finale
Les rémois font deux nuls face aux locaux danois de Frederikshavn et face à Valerenga Oslo. Le dernier match est annulé face à Herning (à la suite d'un problème de patinoire), match qui n'aurait pu permettre à Reims de terminer mieux que second et d'être quoi qu'il en soit éliminé.
2000-2001 : 3e de sa poule de second tour
Ligue Atlantique :
En 1994 la Coupe des ligues européennes est créée, et Reims croise Rouen, Amiens, des clubs Danois et Hollandais dans la ligue Atlantique. Le vainqueur de chaque ligue devant se retrouver pour un tournoi final. Reims s'y classe 4e. Les matchs de cette ligue n'attirent pas le public mais offrent de belles confrontations.
1994-95 : 4e
Seconde et dernière édition d'une compétition tuée par le manque d'affluence et la création de l'EHL, Reims termine 2e derrière Rouen qui remportera le trophée des ligues européennes et par là-même l'un des deux seuls titres européens de l'histoire du hockey français.
1995-96 : 2e
Tournoi Franco-Italien :
Lors de la saison 1999-2000, la ligue élite, qui ne compte plus que neuf clubs, intègre le Hockey Club Junior Milano, qui préfère délaisser le championnat italien qu'il juge d'un niveau trop faible, et qui à chaque journée de championnat affronte "l'exempt". Milan, premier du classement commun avec les clubs français, reçoit comme convenu une poule finale à quatre avec les 3 meilleurs français, juste avant le début des play-offs. Lors du 3e match les locaux, qui ont perdu face à Rouen et n'ont que peu de chances de remporter le tournoi, affrontent Reims, vainqueur de ses deux premiers matchs et qui a quasiment la victoire en poche. Dès le coup d'envoi les milanais déclenchent des hostilités, et une bagarre générale éclate après 22 secondes de jeu. Outre les coups sur la glace les rémois reçoivent aussi des projectiles lancés par un public sur-excité, et quittent immédiatement la patinoire pour ne pas risquer des blessures avant les play-offs, sous des jets de pierres qui endommageront le bus. Reims a match perdu avec un point de pénalité pour forfait, se classe 3e, et c'est donc Rouen qui remporte le tournoi mais n'aura jamais son trophée, Milan s'auto-proclamant vainqueur devant ses bouillants supporters.

## Les joueurs

### Les effectifs en élite[12]
Saison 89/90 :
Entraîneur :  Vladimir Kovine
Gardiens : Mindjimba, Schoch, Bannier
Défenseurs : Djelloul, Labrucherie, Marcelle, Moyon, Gorbouchine
Attaquants : Bordas, Margerit B., Maynard, Tavernier, Alotto, Cagnart, Dormois, Franck, Lobjois, Ouzelet, Pelissier, Richer F., Toukmatchev, Kovine, Ribanelli
Saison 90/91 :
Entraîneur :  Vladimir Kovine
Gardiens : Mindjimba, Rolland
Défenseurs : Djelloul, Marcelle, Moyon, Gorbouchine, Schmitt, Forestier
Attaquants : Bordas, Margerit B., Maynard, Tavernier, Alotto, Dormois, Franck, Ouzelet, Richer F., Steblecki, Kovine, Baud, Lecomte, Ribanelli, Malherbe
Saison 91/92 :
Entraîneur :  Vladimir Kovine
Gardiens : Mindjimba, Renard
Défenseurs : Djelloul, Marcelle, Gorbouchine, Schmitt
Attaquants : Bordas, Margerit B., Maynard, Tavernier, Kovine, Baud, Lecomte, Ribanelli, Briand, Babin, Pousse B., Koch, Mortas, Rousselin
Saison 92/93 :
Entraîneur :  Vladimir Kovine
Gardiens : Renard, Ruffier
Défenseurs : Djelloul, Marcelle, Gorbouchine, Schmitt, Jurek, Forestier, Lemoine, Richard
Attaquants : Bordas, Margerit B., Maynard, Kovine, Baud, Ribanelli, Briand, Koch, Mortas, Svitac, Vaillant, Rousselin
Saison 93/94 :
Entraîneur :  Vladimir Kovine puis  Bedřich Brunclík
Gardiens : Renard, Ruffier
Défenseurs : Marcelle, Schmitt, Jurek, Forestier, Lemoine, Richard, Dewolf, Graffin
Attaquants : Bordas, Margerit B., Maynard, Kovine, Baud, Ribanelli, Briand, Koch, Mortas, Vaillant, Dmitriev, Bartanus, Garnier, Fayault, Maujean
Saison 94/95 :
Entraîneur :  Mikael Lundström
Gardiens : Mainot, Ruffier
Défenseurs : Marcelle, Bozik, Marcinko, Carry N., Richard, Sacco, Lemoine, Maynard, Galiamousas
Attaquants : Ribanelli, Briand, Koch, Mortas, Vaillant, Maujean, Baird, Bilbao, Gustin, Hellgren, Rozenthal M., Rozenthal F.
Saison 95/96 :
Entraîneur :  Mikael Lundström
Gardiens : Lilljebjörn, Calatrava
Défenseurs : Marcelle, Bozik, Marcinko, Carry N., Richard, Sacco, Filippin
Attaquants : Ribanelli, Briand, Koch, Mortas, Vaillant, Maujean, Rozenthal M., Rozenthal F., Zwikel, Poulin, Grossi
Saison 96/97 :
Entraîneur :  Mikael Lundström
Gardiens : Modig O., Bock, Calatrava
Défenseurs : Marcelle, Richard, Filippin, Modig L., Carlsson, Gronstrand, Bachet
Attaquants : Ribanelli, Briand, Mortas, Vaillant, Zwikel, Poulin, Tremblay, Margerit B., Orsolini, Bouché V., Desroches
Saison 97/98 :
Entraîneur :  Bohuslav Ebermann
Gardiens : Kondelík, Bock
Défenseurs : Marcelle, Richard, Filippin, Antos, Vachulka, Gronstrand
Attaquants : Ribanelli, Briand, Mortas, Vaillant, Zwikel, Koch, Zivny, Margerit B., Orsolini, Bouché V., Desroches, Galmiche
Saison 98/99 :
Entraîneur :  Jari Grönstrand
Gardiens : Pietila, Bock
Défenseurs : Marcelle, Richard, Guennelon, Boman, Haapamaki, Gronstrand, Ruokonen, Pousset, Bouché M.
Attaquants : Ribanelli, Briand, Mortas, Vaillant, Zwikel, Koch, Orsolini, Haanpaa, Piikila, Paradis, Sadoun L., Carrara, Desroches, Galmiche
Saison 99/2000 :
Entraîneur :  Jari Grönstrand
Gardiens : Pietila, Godefroy
Défenseurs : Marcelle, Guennelon, Ruokonen, Pekka Laksola, Segla, Laflamme, Lepers, Pousset, Bouché M.
Attaquants : Ribanelli, Briand, Mortas, Zwikel, Orsolini, Paradis, Savoie, Grossi, Sadoun L., Carrara, Galmiche
Saison 2000/2001 :
Entraîneur :  Pekka Laksola
Gardiens : Hätinen, Godefroy
Défenseurs : Marcelle, Guennelon, Segla, Laflamme, Pousset, Bachet, Bouché M.
Attaquants : Ribanelli, Aimonetto, Mortas, Zwikel, Orsolini, Sadoun L., Sadoun Y., Archambault F., Brunelle, Carrara, Brodin M., Guilhem
Saison 2001/2002 :
Entraîneur :  Pekka Laksola
Gardiens : Hätinen, Godefroy
Défenseurs : Marcelle, Guennelon, Laflamme, Pousset, Bachet, Bouché M., Mölmy
Attaquants : Ribanelli, Aimonetto, Mortas, Zwikel, Orsolini, Sadoun L., Sadoun Y., Rousu, Carrara, Brodin M., Guilhem

### Les honneurs individuels
Les distinctions individuelles remportées par les joueurs et entraîneurs rémois.
- Trophée Albert-Hassler (meilleur joueur français) : Arnaud Briand en 1996 et 1997.
- Trophée Jean-Ferrand (meilleur gardien) : Mika Pietila en 1999 et 2000.
- Trophée Jean-Pierre-Graff (meilleur espoir) : Maurice Rozenthal en 1995, François Rozenthal en 1996 et Romain Carrara en 2001.
- Trophée Camil-Gélinas (meilleur entraîneur): Pekka Laksola en 2002.

### Les Flammes Bleues en équipe de France[13]
Si Reims n'a reçu qu'un seul match de l'équipe de France (le 11 décembre 1990, victoire face à la Pologne 5-0) le HCR a fourni au fil des années de nombreux internationaux A. Petit listing, dans l'ordre d'apparition, des Flammes Bleues ayant porté le maillot de l'équipe de France en compétitions officielles, à savoir championnats du monde, jeux olympiques ou tournois de qualification pour les jeux olympiques, avec leurs statistiques personnelles (uniquement pour les périodes ou les joueurs évoluaient à Reims) :
- Arnaud Briand : 1992 à 2000 - 7 CM - 3 JO - 49 matchs - 14 buts - 12 passes décisives - 26 points - 46 minutes de pénalité
- Mickaël Babin : 1992 - 1 CM - 1 JO - 14 matchs - 0 buts - 0 passes décisives - 0 points - 4 minutes de pénalité
- Bruno Maynard : 1993 - 1 CM - 6 matchs - 0 buts - 0 passes décisives - 0 points - 0 minutes de pénalité
- Christophe Renard : 1993 - 1 CM - 3e gardien, n'a pas joué
- Maurice Rozenthal : 1996 - 1 CM - 7 matchs - 0 buts - 2 passes décisives - 2 points - 0 minutes de pénalité
- François Rozenthal : 1996 - 1 CM - 7 matchs - 4 buts - 1 passe décisive - 5 points - 2 minutes de pénalité
- Anthony Mortas : 1997 à 2002 - 5 CM - 2 JO - 1 QJO - 36 matchs - 1 but - 6 passes décisives - 7 points - 8 minutes de pénalité
- Jonathan Zwikel : 1997 à 2002 - 4 CM - 2 JO - 1 QJO - 33 matchs - 5 buts - 8 passes décisives - 13 points - 22 minutes de pénalité
- Jean-Christophe Filippin : 1997 à 1998 - 2 CM - 1 JO - 15 matchs - 1 but - 1 passe décisive - 2 points - 12 minutes de pénalité
- Gérald Guennelon : 1999 à 2001 - 1 CM - 1 QJO - 6 matchs - 0 buts - 0 passes décisives - 0 points - 12 minutes de pénalité
- Yven Sadoun : 2001 à 2002 - 2 CM - 1 QJO - 13 matchs - 0 buts - 0 passes décisives - 0 points - 2 minutes de pénalité
- Vincent Bachet : 2001 à 2002 - 2 CM - 1 JO - 1 QJO - 17 matchs - 3 buts - 6 passes décisives - 9 points - 16 minutes de pénalité
- Nicolas Pousset : 2001 à 2002 - 2 CM - 10 matchs - 0 buts - 0 passes décisives - 0 points - 6 minutes de pénalité
- Richard Aimonetto : 2001 à 2002 - 2 CM - 1 JO - 1 QJO - 17 matchs - 1 but - 4 passes décisives - 12 points - 2 minutes de pénalité

## Le Hockey Mineur
Reims ne possède pas le vivier d'un club comme Viry, qui rassemble très jeunes les meilleurs joueurs de la région parisienne, Saint-Gervais et Grenoble qui font de même dans les Alpes, ou Amiens qui a une expérience très importante dans ce domaine, mais Charles Marcelle développe la formation et le hockey mineur à Reims réussira à glaner 2 titres de champion de France, ainsi que de nombreuses places d'honneur, même si Viry, Amiens et Rouen, barreront très souvent la route aux jeunes rémois aux portes des poules finales.
L'inauguration de la seconde patinoire, en 1992 au CREPS, donne à Reims un atout supplémentaire grâce à la création d'une section sport études et à un octroi d'heures de glace supérieures à la moyenne. Le joueur emblématique formé à Reims restera certainement Christophe Marcelle, celui sans qui son père Charles ne se serait jamais intéressé au club et au hockey. Bon défenseur, sérieux et travailleur, il fera une apparition en équipe de France au tournoi du Mont Blanc, et évoluera toute sa carrière à Reims, y mettant un terme en 2002, année du second titre, quelques semaines avant la mise en liquidation du club. Il rechaussera les patins un peu plus tard pour aider les Phénix à retrouver un niveau plus conforme au passé récent. En 1999 le Hockey Club de Reims s'associe à la Fédération française des sports de glace pour la création d'un pôle France au niveau Espoirs.
Deux générations de joueurs naîtront de cette formation. La première arrive à éclosion au milieu des années 1990 avec comme chef de file Anthony Mortas, mais aussi des joueurs comme Arnaud Vaillant, Thiébault Koch, William Richard, Arnaud Maujean ou Sébastien Ruffier, qui vont longtemps porter le maillot des Flammes Bleues. La seconde génération pointe le bout de son nez au début des années 2000, les Romain Carrara, Mickaël Brodin, Mathieu Bouché et Nicolas Pousset, tous titulaires, ainsi que les remplaçants souvent sollicités que sont Wilfried Mölmy, Gaël Guilhem et le gardien Maxime Godefroy vont, malgré leur jeune âge, et appuyés par le retour d'un Vincent Bachet lui aussi formé au club et parti s'aguerrir au Canada, contribuer à la conquête du titre en 2002. Ces deux générations totaliseront la totalité des podiums Cadets et Juniors remportés par les jeunes rémois au fil de leurs progressions.
Le plus haut fait d'armes restera le titre de champion de France juniors remporté à Viry en 1994. Après une saison parfaite sans défaite, les rémois se qualifient pour la 3e année consécutive pour le tournoi final à Viry. Lors du premier match face aux locaux, menés 4-2 à la fin du second tiers, ils retournent la situation pour l'emporter 6-4. Emmené par un Anthony Mortas en grande forme, un Pascal Boilard qui tient la défense et un Sébastien Ruffier qui assure le poste de gardien titulaire en N1B, Reims blanchit Grenoble le lendemain pour une victoire 3-0 qui assure déjà le titre. Belle revanche sur l'équipe qui les avaient battu la saison précédente à Reims, sur le score de 4-3, devant un petit millier de spectateurs. Reims déjà sacré, le 3e match face à Saint-Gervais permet de faire participer la totalité de l'effectif à la fête, fête débutée la veille au soir et qui s'était prolongée tout au long de la nuit. Cette génération titrée a été emmenée par un homme : Vladimir Kovine.
Le Palmarès du Hockey Mineur :
Juniors :
Champion de France en 1994, vice-champion en 1993 et 1998, troisième en 1992
Cadets :
Vice-champion de France en 1991, troisième en 1995 et 1996
Benjamins :
Champion de France en 1986

## Après les Flammes Bleues

### L'héritage[3],[15]
Après la dissolution du Hockey Club de Reims ce sont 270 licenciés qui se retrouvent orphelins du club. Avec la création du Super 16 et donc l'élargissement du plus haut échelon du hockey français les joueurs professionnels et les juniors les plus prometteurs n'ont aucune difficulté à trouver une destination. Le Reims Champagne Hockey, qui baptisera son équipe fanion « Les Phénix », est créé pour sauver l'essentiel : le hockey mineur. Les structures sont en place, le savoir-faire est présent, et des équipes peuvent être engagées dans toutes les catégories des championnats nationaux exceptés en juniors ou il faudra attendre deux saisons avant que le nouveau club ne puisse aligner une équipe dans cette tranche rebaptisée « espoirs ». La formation reste l'objectif principal du club, qui obtient très vite des résultats significatifs, en réussissant à monter rapidement en élite dans chaque catégorie, sous la houlette d'un Vladimir Kovine de retour à Reims.
Pour les séniors se met en place une équipe en D3, composée de joueurs loisirs du HCR et des juniors restés au club, cette équipe va remonter lentement jusqu'en première division. Vincent Bouché en sera le premier entraineur-joueur, équipe dans laquelle figure aussi Didier Lemoine, et dès sa seconde saison, l'équipe séniors du RCH, remontée en D2, va voire défiler nombre d'anciens des Flammes Bleues, malgré la volonté affichée dès juillet 2002 de couper avec le passé (bien que certains membres de l'équipe dirigeante du RCH soient issus de l'ancienne équipe en place). Vladimir Kovine reprend la direction de l'équipe, également en tant qu'entraineur-joueur (1 point par match de moyenne à 49 ans), Maujean et Godefroy seront les autres « premiers anciens » à revenir au club. Tour à tour c'est Mathieu Bouché, William Richard, Christophe Marcelle et Wilfried Mölmy qui reviendront dans la ville qui les aura vus éclore au plus haut niveau.
Au-delà de l'aspect sportif, le Hockey sur Glace fait maintenant partie de la « culture » rémoise. Certes dans la ville du grand Stade de Reims il reste peu de place dans le cœur des gens pour d'autres sports, mais, sans jamais atteindre la passion observée à Amiens, Rouen ou Grenoble, le hockey a su percer et la volonté du nouveau club d'emmener le plus rapidement des équipes de jeune au plus haut niveau et une équipe fanion au minimum en D1 n'est pas étrangère au passé et à l'état d'esprit qui s'est ancré durant les « années Flammes Bleues ». En D1, les Phénix attirent de plus en plus de monde, et il n'est pas rare de voir la patinoire remplie pour les gros matchs, avec de surcroît une très bonne ambiance. Les affluences font partie des plus importantes à ce niveau, preuve que les gens se sont attachés à ce sport et que le potentiel public existe à Reims.

### L'hommage à Charles Marcelle
Le 30 mai 2007, à l'âge de 73 ans, décède Charles Marcelle des suites d'un cancer.
Sous l'impulsion de son fils Christophe s'organise, le 7 juin 2008, la « rencontre des gamins », les gamins étant le surnom donné affectueusement par Charles Marcelle à ses joueurs. Une rencontre amicale dont les bénéfices tirés des entrées, de la vente du merchandising, de la buvette et des maillots mis aux enchères à la fin du match, seront reversés à la lutte contre le cancer.
Pour l'occasion 2 équipes s'affrontent, les « bleus » et les « blancs », composées d'anciens ou d'actuels rémois, seniors ou mineurs.
Pour l'occasion, les joueurs porteront certainement le dernier maillot édité des Flammes Bleues, maillots Bleus ou Blancs portant la mention « rencontre des gamins », frappés de la fleur de Lys, emblème de la ville de Reims, et des trois logos successifs du club. Ce match est aussi l'occasion pour les spectateurs présents de se remémorer le glorieux, et encore récent, passé du hockey à Reims, et de se faire plaisir en revoyant à Bocquaine les joueurs qui ont fait l'histoire du club.
La composition des équipes :
Composition des bleus : Renard (30), Frapart (01) - Marcelle (19), Gorbouchine (06), Pousset (05), Djelloul (32), Lohou (29), Coustenoble (37), Molmy (16) - Kovine (10), Orsolini (25), F. Rozenthal (11), Zwikel (13), Vaillant (33), Tavernier (12), B. Margerit (20), M. Brodin (07), Baud (28), Lemoine (34), Sokolov (71)
Composition des blancs : Charton (41), Mindjimba (31) - Laflamme (26), Bachet (03), Maynard (21), Guennelon (23), Tourte (88), Morel (77) - L. Sadoun (99), Ribanelli (02), Briand (08), Mortas (22), Maujean (38), M. Rozenthal (09), F. Richer (89), Ouzelet (17), De Herrypon (15), Franck (27), Vrielynck (04), Sabatier (33)
Les bleus battent les blancs 8-7 après prolongation (0-4, 2-2, 5-1, 1-0)
Arbitre : M. Rousselin. 711 spectateurs
Les bleus : Vaillant 22 min 25 s (Brodin), Marcelle 37 min 16 s tir de pénalité, Kovine 41 min 52 s (Tavernier, Baud), Tavernier 45 min 12 s (Gorbouchine), Pousset 51 min 33 s (Zwikel), Brodin 53 min 46 s, Zwikel 59 min 04 s (Margerit, Orsolini), Tavernier 64 min 03 s (Baud, Djelloul)
Les blancs : Briand 3 min 38 s (Mortas, Ribanelli), Briand 8 min 48 s (Ribanelli, Mortas), Maujean 16 min 37 s (L. Sadoun, M. Rozenthal), Ribanelli 19 min 50 s (Morel), Sabatier 23 min 32 s (Laflamme, Tourte), Ribanelli 31 min 32 s (L. Sadoun, Maynard), Ouzelet 54 min 15 s (Ribanelli)